# Lycaena xanthe
Lycaena xanthe är en fjärilsart som beskrevs av Ignaz Schiffermüller 1777. Lycaena xanthe ingår i släktet Lycaena och familjen juvelvingar. Inga underarter finns listade i Catalogue of Life.